# Jan Smyrak
Jan Smyrak (* 26. November 1950 in Tłumaczów, Powiat Kłodzki) ist ein ehemaliger polnisch-deutscher Radrennfahrer.

## Sportliche Laufbahn
Smyrak war im Straßenradsport aktiv. 1969 gewann er die polnische Jugendmeisterschaft im Straßenrennen. Er startete in Polen für den Verein Górnik Słupiec. Einen ersten größeren Erfolg hatte er 1971 mit dem dritten Platz in der nationalen Meisterschaft im Straßenrennen. In der Polen-Rundfahrt wurde er hinter Stanisław Szozda Zweiter. Bei den Straßenradsport-Weltmeisterschaften 1971 gewann er mit Edward Barcik, Stanisław Szozda und Lucjan Lis die Bronzemedaille im Mannschaftszeitfahren.
Smyrak war Teilnehmer der Olympischen Sommerspiele 1972 in München. Im olympischen Straßenrennen schied er nach einem Sturz aus. Nach den Spielen blieb Smyrak in Deutschland, wo er später die deutsche Staatsbürgerschaft annahm. Er lebte in Bayern. Smyrak startete dort für den Verein RMV Concordia Strullendorf. 1972 gewann er die Coppa Bologna in Italien und eine Etappe in der Schottland-Rundfahrt, in der er Gesamtvierter wurde. In der Bayern-Rundfahrt 1973 gewann er drei von fünf Etappen. 1975 siegte er bei Rund um Köln. Beim Sieg von Wilfried Trott in der nationalen Meisterschaft im Straßenrennen 1977 wurde er Dritter. 1977 beendete er seine sportliche Karriere.